# Taita Taveta County
Taita Taveta County is een county en voormalig Keniaans district in kustprovincie Pwani. Het district telt 246.671 inwoners (1999) en heeft een bevolkingsdichtheid van 14 inw/km². Ongeveer 7,7% van de bevolking leeft onder de armoedegrens en ongeveer 58% heeft beschikking over elektriciteit.
Hoofdplaats is Wundanyi (ca. 4000 inwoners); de grootste plaats is Voi.